# Čárajávrrit (östra)
Čárajávrrit (östra) och Čárajávrrit (västra) är sjöar i Finland. De ligger i kommunen Enare i landskapet Lappland, i den norra delen av landet, 1 100 km norr om huvudstaden Helsingfors. Čárajávrrit ligger 255 meter över havet. Omgivningarna runt Čárajávrrit är i huvudsak ett öppet busklandskap. Arean är 1,81 kvadratkilometer och strandlinjen är 11,54 kilometer lång. Sjön  ingår i Neidenälvens huvudavrinningsområde. 